# Luciano Luminelli
Luciano Luminelli (Roma, 10 luglio 1962) è un regista e sceneggiatore italiano.

## Biografia
Luciano Luminelli è un regista e sceneggiatore dal 2015 quando scrive e dirige il suo primo lungometraggio Una diecimilalire, un film che narra dell'emigrazione, durante il periodo storico dal 1960 al 1975, che vide lo spopolamento delle aree del meridione verso il nord della penisola italica e nei paesi confinanti.
Prima di essere un regista è stato un architetto ed un attore che ha recitato come caratterista dal 1996 al 2011 interpretando diverse volte il ruolo del cattivo.
Nel 2019 scrive e dirige il lungometraggio Destini, interpretato da Simone Montedoro, Stefano Pesce, Sabrina Knaflitz, Barbara Livi e Sebastiano Somma. 
Nel settembre 2023, all'80ª Mostra internazionale d'arte cinematografica di Venezia, nello spazio "Regione Veneto Film Commission", viene presentato il film Tutto in....72 ORE, interpretato da Kaspar Capparoni, Corinne Cléry, Debora Caprioglio, Sebastiano Somma, Morgana Forcella, Blas Roca-Rey, Beppe Convertini.

## Filmografia

### Regia e sceneggiatore
- Una diecimilalire (2015)
- Destini (2019) – co-sceneggiatore Marco Dappelo
- Tutto in....72 ORE (2023) – co-sceneggiatrice Noemi Guidi

### Regia
- Uniti nello sport – cortometraggio (2020)

### Attore

#### Cinema
- Ritorno a casa Gori, regia di Alessandro Benvenuti (1996)
- Marquise, regia di Véra Belmont (1997)
- L'odore della notte, regia di Claudio Caligari (1998)
- Incontri proibiti, regia di Alberto Sordi (1998)
- Panni sporchi, regia di Mario Monicelli (1999)
- La via degli angeli,  regia di Pupi Avati (1999)
- Il cuore altrove, regia di Pupi Avati (2003)
- Ai confini del cielo, regia di Leandro Castellani – cortometraggio (2004)
- La seconda notte di nozze, regia di Pupi Avati (2005)
- Il figlio più piccolo, regia di Pupi Avati (2010)
- Una sconfinata giovinezza, regia di Pupi Avati (2010)
- Razza bastarda, regia di Alessandro Gassman (2013)

#### Televisione
- Angelo nero, regia di Roberto Rocco – miniserie TV (1999)
- Linda e il brigadiere – serie TV, episodio 3x02 (2000)
- Figli di oggi – film TV (2000)
- Distretto di polizia 7 – serie TV (2007)
- Carabinieri 7 – serie TV (2008)
- I liceali – serie TV, episodio 2x01 (2009)
- Don Matteo – serie TV, 2 episodi (2009)
- I delitti del cuoco – serie TV, episodio 1x07 (2010)
- Agata e Ulisse, regia di Maurizio Nichetti – film TV (2011)